# Abeona Mons
Abeona Mons est une montagne de Vénus.

## Origine du nom
Son nom provient de Abéona, la déesse romaine des voyageurs.

## Géographie
Elle est située à 44.8°S et 273.1°E. Son diamètre est d'environ 375 km.